# بيتر وارن
بيتر وارن (بالإنجليزية: Peter Warren)‏ هو عالم آثار بريطاني، ولد في 23 يونيو 1938.